# Karabin Arisaka Typ 99
Karabin Arisaka Typ 99 (Arisaka 99-shiki) – japoński czterotaktowy karabin powtarzalny kalibru 7,7 mm z okresu II wojny światowej. Szacuje się, że do końca II wojny światowej w Japonii wyprodukowano nie mniej niż 10 milionów sztuk karabinów Arisaka różnych odmian (licząc od 1897 roku).
Planowano całkowite zastąpienie karabinów Typ 38 modelem Typ 99, ale w rezultacie oba typy znajdowały się w użyciu w momencie wybuchu II wojny światowej i oba służyły do końca wojny.
Karabin Typ 99 był produkowany w dwóch podstawowych wersjach: długiej (1272 mm) oraz krótkiej (1117 mm). Wersja krótka nie była karabinkiem, lecz krótkim karabinem i odpowiadała przyjętej wcześniej w Europie kategorii „ujednoliconego” karabinu, o długości pośredniej pomiędzy karabinem i karabinkiem oraz spełniającej funkcje obu typów broni. Produkcję długiego karabinu wstrzymano już w końcu 1939 roku. Zastosowanie mocnego naboju stworzyło problemy z celnością i stabilnością broni w czasie strzału, ze względu na zwiększony odrzut. Próbą usunięcia tych problemów było zastosowanie podpórki z odpowiednio wygiętego drutu, przymocowanej do tylnego bączka. Podpórka ta o niewielkiej sztywności nie zlikwidowała jednak wyżej wymienionych kłopotów.
W grudniu 1943 roku rozpoczęto wytwarzanie uproszczonych wersji, mniej praco- i materiałochłonnych, możliwych do wykonania w małych fabrykach i warsztatach.

## Budowa

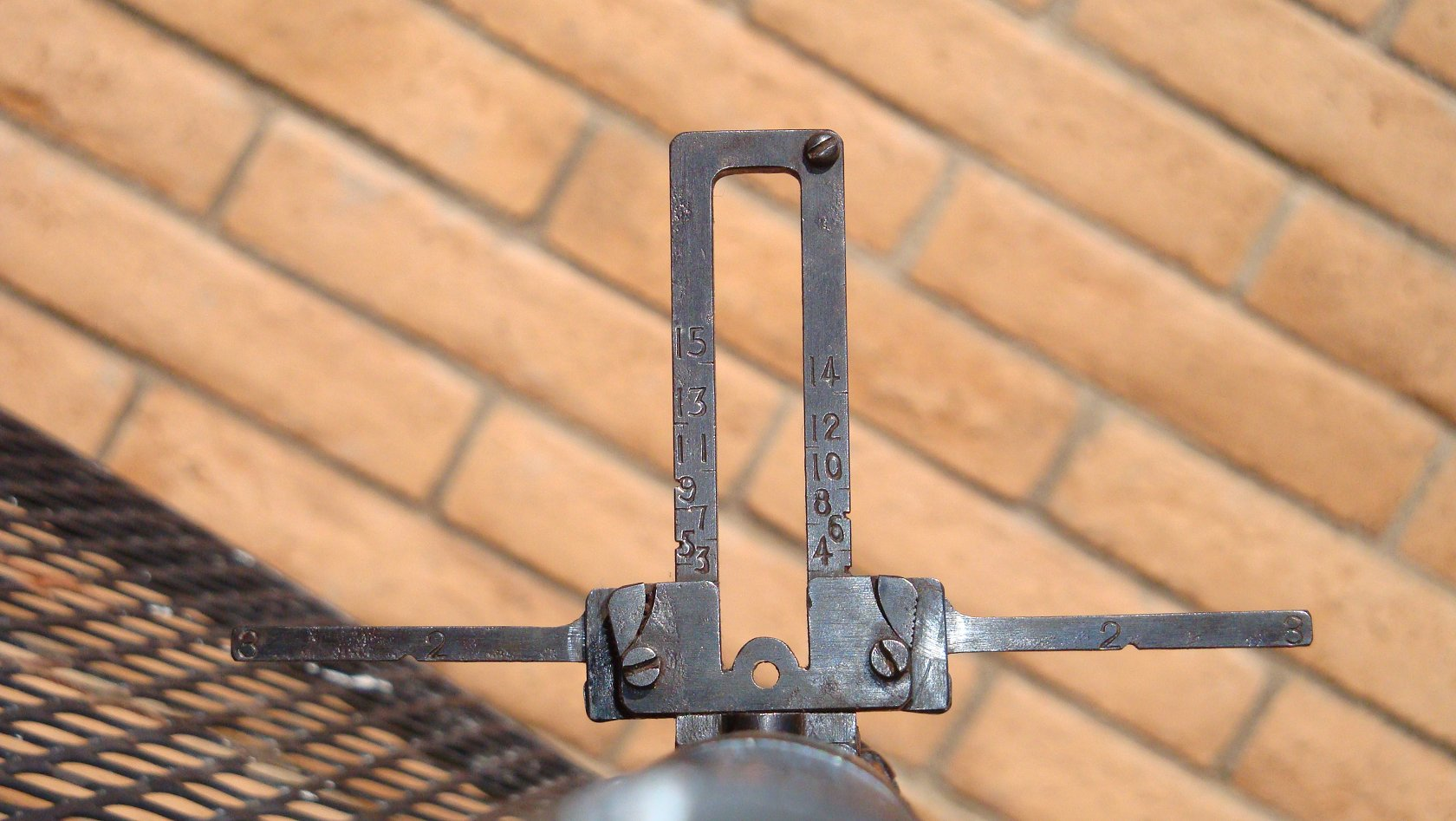
Celownik ramkowy z rozłożonymi bocznymi ramionami, służącymi do poprawek przy strzelaniu do samolotów

Karabin Arisaka (krótki) miał lufę długości 654 mm, kalibru 7,7 mm, gwintowaną (4 bruzdy prawoskrętne). Na części wylotowej znajdowała się muszka pryzmatyczna z bocznymi osłonami. Na tylnej części lufy celownik ramkowy, skalowany do 2000 m, z rozkładanymi bocznymi ramionami, służącymi do poprawek przy strzelaniu do samolotów. Lufa była wkręcona w komorę zamkową z mostkiem. Na grzbiecie komory zamkowej były wyryte japońskie znaki własnościowe, a z lewej strony oznaczenia producenta oraz numer fabryczny. Na grzbiecie komory znajdowały się dwa otwory służące do odprowadzania gazów prochowych z czółka zamka w przypadku pęknięcia łuski. W tylnej części komory zamkowej znajdował się mostek z gniazdem do oparcia łódki nabojowej, a z lewej strony zaczep zamkowy.

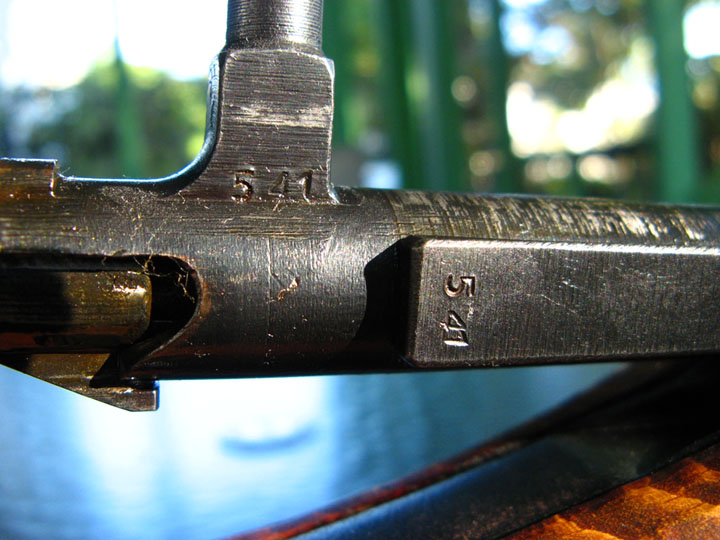
Zamek tłokowy karabinu, wzorowany na zamku Mausera Gew98, ale ze znacznymi ulepszeniami

Zamek tłokowy, ślizgowo-obrotowy, czterotaktowy, ryglowany w pionie, oparty konstrukcyjnie na zamku Mausera Gew98, ale ze znacznymi ulepszeniami. Składał się tylko z pięciu części. Nie miał śrubek, osi, ani gwintów tylko szerokie trwałe krawędzie i rygle. Części były duże, mocne i odporne na uszkodzenia. Zamek składał się z trzonu zamkowego z prostą rączką zakończoną owalną gałką, iglicy, sprężyny iglicznej, zameczka i wyciągu. Oryginalną budowę miała iglica, wydrążona w tylnej części zawierała sprężynę igliczną. Zameczek zakończony był dużą, moletowaną, okrągłą tarczą, chroniącą przed gazami prochowymi przy pęknięciu łuski. Komora zamkowa i zamek okryte były wygiętą z blachy osłoną, zabezpieczającą przed kurzem i błotem. Zabezpieczenie zamka przy napiętej iglicy uzyskiwano przez naciśnięcie zameczka i skręcenie go w prawo, ząb igliczny usuwa się od działania spustu. W łożu pod komorą zamkową znajdowało się urządzenie spustowe, ze spustem osłoniętym kabłąkiem oraz stały, niewystający z łoża magazynek na pięć nabojów.

Łoże i kolba drewniane, wykonane z orzecha japońskiego. Łoże długie ze żłobkami chwytowymi po bokach, zakończone z przodu bączkiem z obsadą do bagnetu. W łożu kryty (wewnętrzny) kanał na wycior. Bączek tylny pierścieniowy, mocował łoże i nakładkę, posiadał z lewej strony strzemiączko do pasa nośnego, a u spodu przegubowo składaną, uformowaną z drutu stalowego podpórkę. Kolba z szyjką i chwytem półpistoletowym. Stopa kolby okuta stalowym trzewikiem. Na lewej stronie strzemiączko do pasa nośnego. Nakładka na lufę długa, od bączka przedniego do podstawy celownika.

### Odmiany karabinu
Karabiny Typ 99 produkowano w kilku odmianach. Jedną z nich był karabin dla strzelców wyborowych z celownikiem optycznym i o prawie 0,5 kg większej masie całkowitej. Przypuszczalnie wyprodukowano około 10 tysięcy tych karabinów. Inną odmianą był karabin dla wojsk powietrznodesantowych, wykonywany w dwóch wersjach. Pierwszą był karabin rozkładany na dwie części. Lufę i łoże łączono za pomocą bagnetowego zaczepu z zamkiem i kolbą. Karabin ten miał długość całkowitą 1120 mm i masę 4,34 kg. Druga wersja miała silniejsze, pewniejsze mocowanie przedniej części, długość całkowitą 1115 mm i masę 4,05 kg.

## Galeria

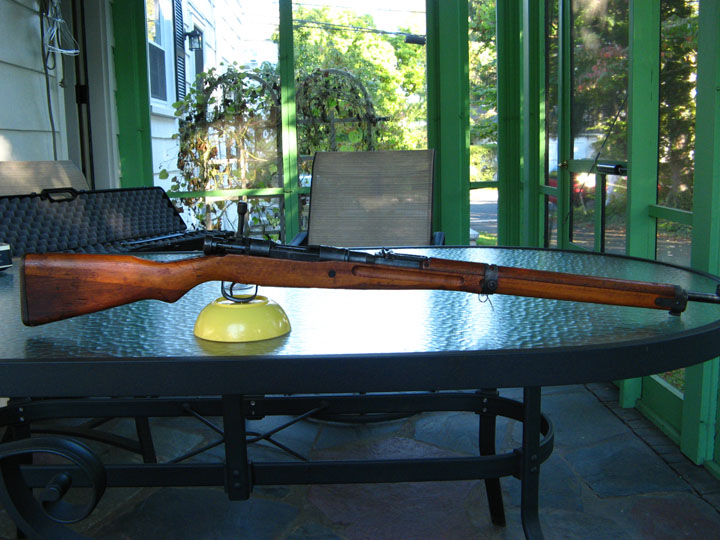
Typ 99 z końcowego okresu wojny
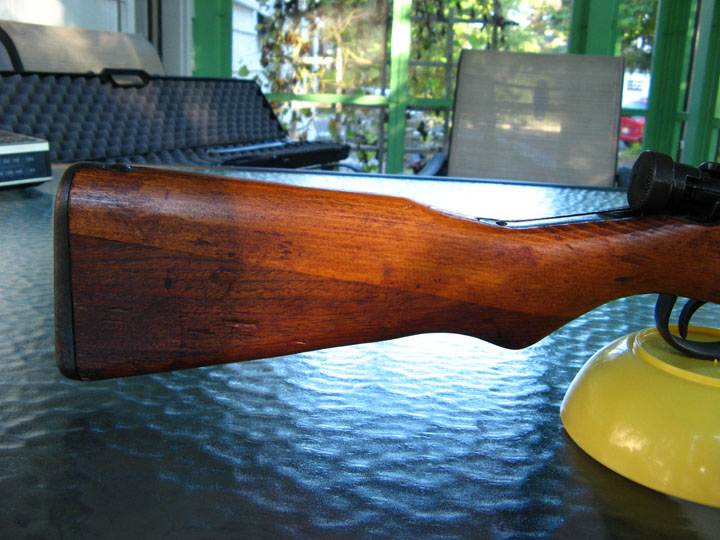
Kolba karabinu
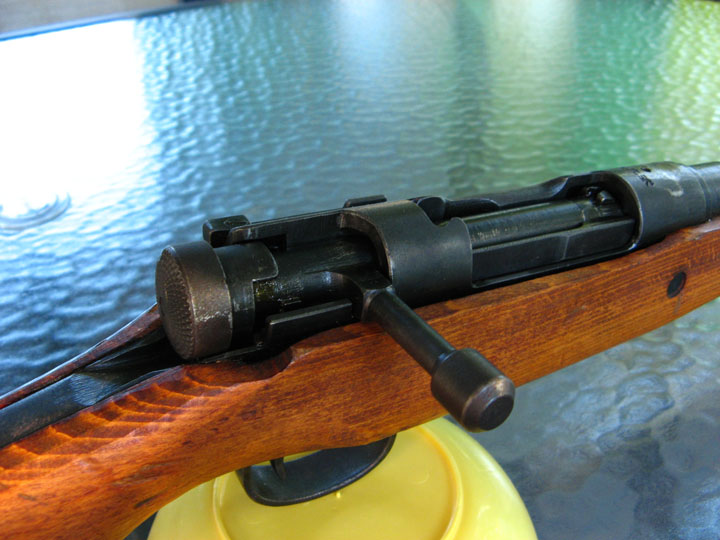
Zamek karabinu, wzorowany na zamku Mausera Gew 98 (zamek zaryglowany)
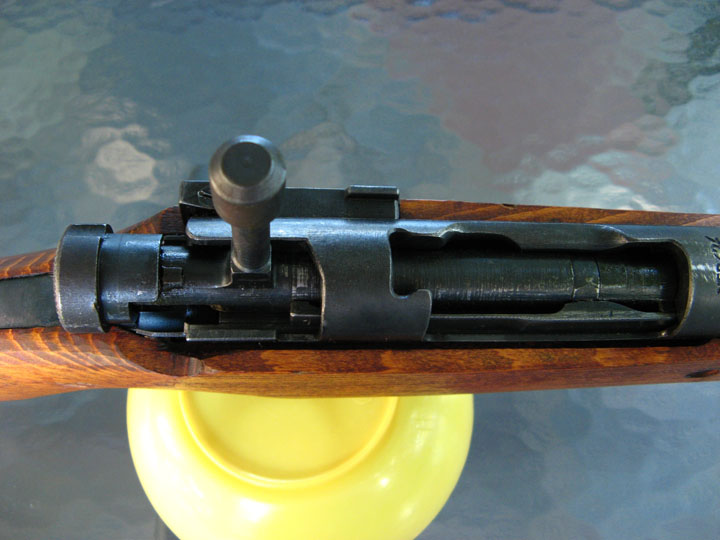
Zamek w pozycji otwartej (rygiel cofnięty)
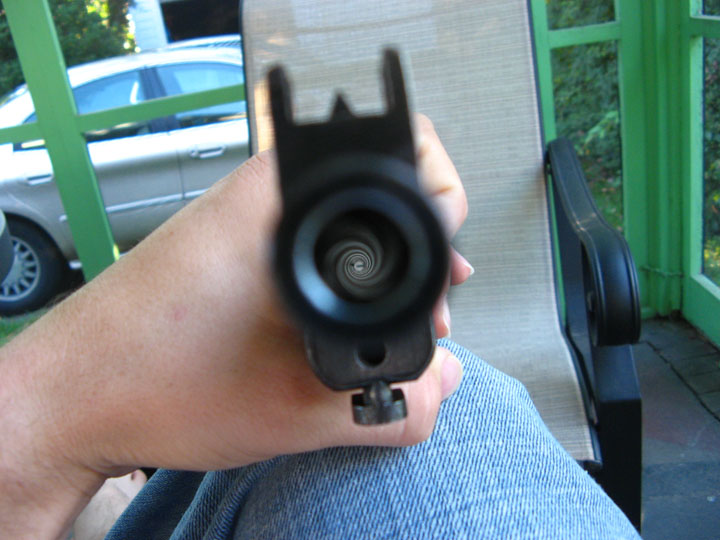
Lufa karabinu (widoczne gwintowanie lufy)
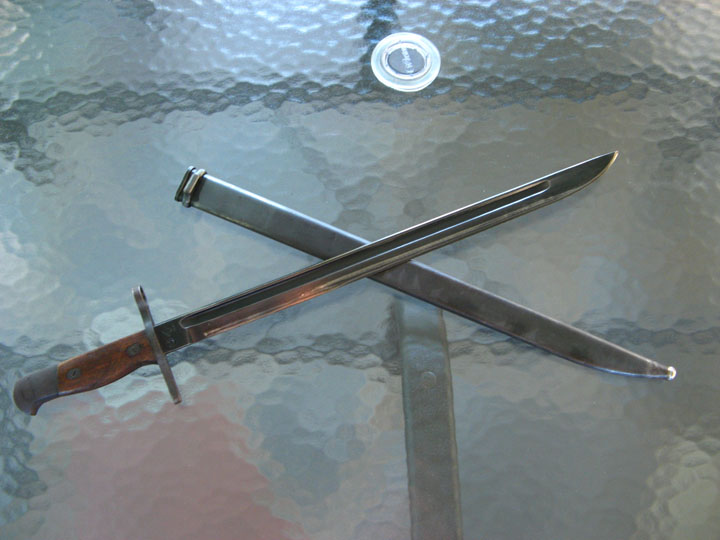
Bagnet Typ 42 do karabinu Typ 99
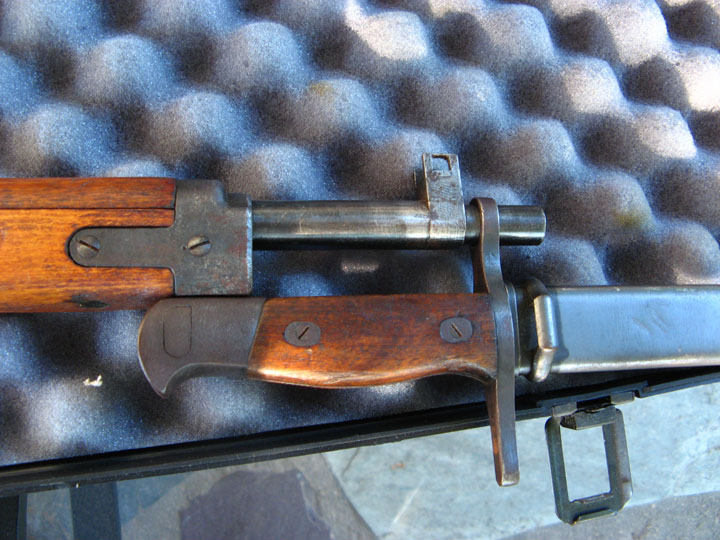
Bagnet Typ 42 do karabinu
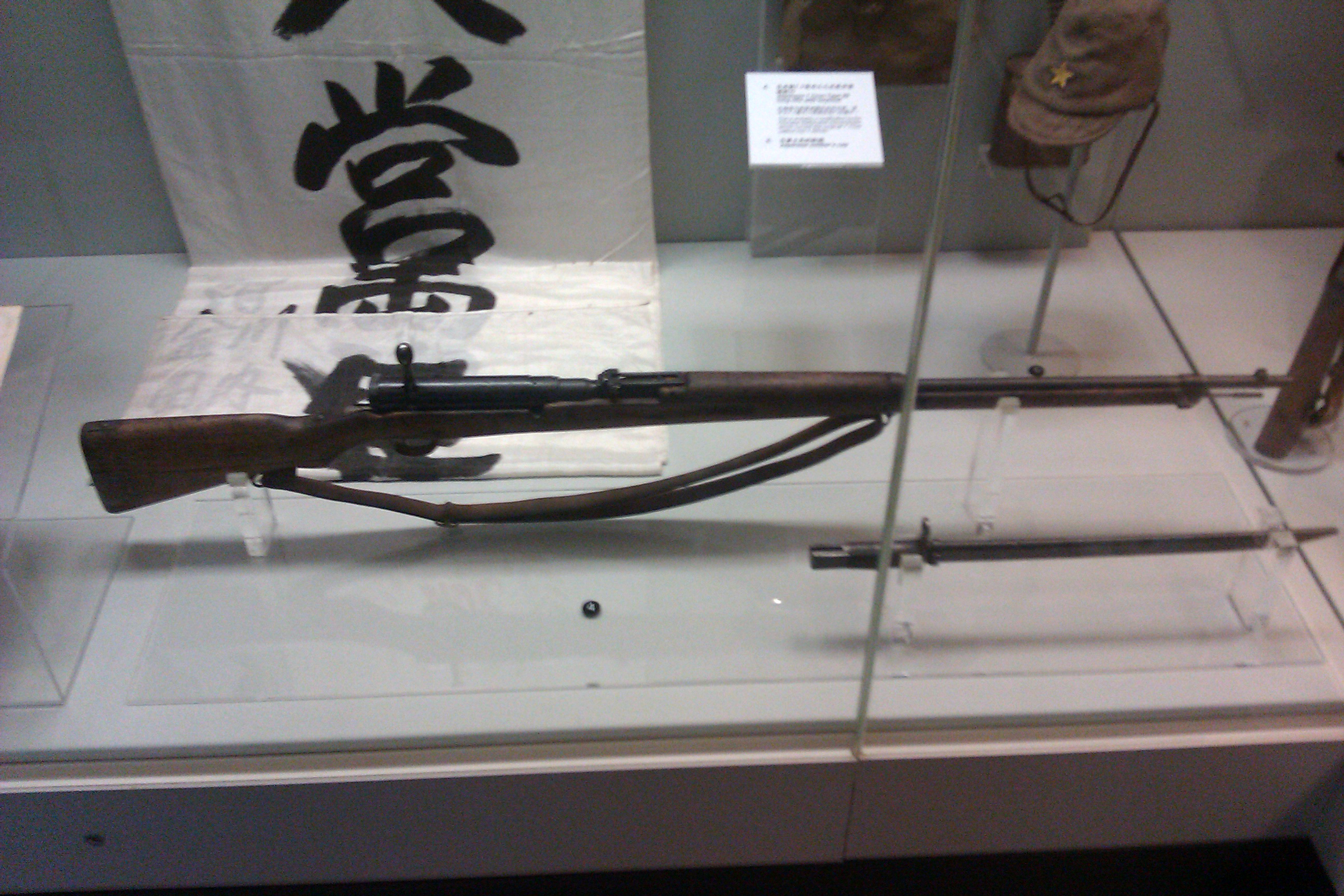
Typ 99 Arisaka
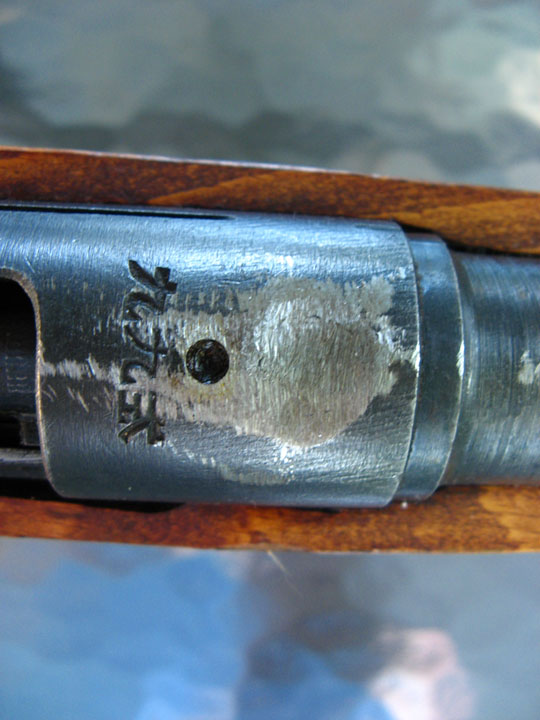
Oznaczenie typu na szczycie komory zamkowej